# 6 gennaio
Il 6 gennaio è il 6º giorno del calendario gregoriano. Mancano 359 giorni alla fine dell'anno (360 negli anni bisestili).

## Eventi
- 1066 – Harold Godwinson viene incoronato re d'Inghilterra, con il nome di Harold II.
- 1205 – Filippo di Svevia diventa re dei Romani.
- 1309 – Enrico VII di Lussemburgo viene eletto re di Germania
- 1449 – Costantino XI Paleologo diventa imperatore di Bisanzio.
- 1540 – Re Enrico VIII d'Inghilterra sposa Anna di Clèves.
- 1579 – L'Unione di Arras costituisce una repubblica cattolica nei Paesi Bassi.
- 1661 – I Fifth Monarchists tentano senza successo di prendere il controllo di Londra.
- 1690 – Giuseppe, figlio di Leopoldo I d'Asburgo diventa re dei Romani.
- 1720 – Il comitato d'indagine sulla bolla della South Sea Company pubblica le sue scoperte.
- 1768 – Papa Clemente XIII pubblica la lettera enciclica "Summa quae", sul contrasto tra Chiesa e mondo, esortazione alla fortezza per i vescovi.
- 1838 – Samuel Morse compie il suo primo test di successo del telegrafo elettrico.
- 1870 – A Vienna viene inaugurato il Musikverein.
- 1877 - In India viene fondata la congregazione delle Suore Francescane Missionarie di Maria.
- 1880 – Emigranti italiani fondano la città di Criciúma, in Brasile.
- 1896 – Viene proiettato per la prima volta L'arrivo di un treno alla stazione di La Ciotat di Auguste e Louis Lumière. La leggenda vuole che gli spettatori siano fuggiti dal cinema per paura di essere travolti dal treno.
- 1900
  - Viene riportata la notizia che milioni di persone muoiono di fame in India.
  - I Boeri attaccano Ladysmith – oltre 1000 persone uccise.
- 1907 – Maria Montessori apre la sua prima scuola e centro di cura per la classe operaia a Roma.
- 1911 – La Nazionale di calcio dell'Italia indossa per la prima volta una divisa azzurra nell'amichevole contro l'Ungheria. L'azzurro verrà adottato come colore per la rappresentativa nazionale italiana di ogni sport.
- 1912 – Il Nuovo Messico diventa il 47º Stato degli USA.
- 1913 – Nel paese di Roccagorga, nel Lazio, i Reali Carabinieri sparano sulla folla che protestava contro la pressione fiscale e l'inefficienza dei servizi sanitari. Morirono sette persone.
- 1926 – Dalla fusione delle compagnie aeree "Deutsche Aero Lloyd" (DAL) e "Junkers Luftverkehr" nasce la Lufthansa.
- 1928 – Il Napoli è sconfitto in una storica partita sul campo dell'Arenaccia dalla Nocerina, che da quel giorno meriterà l'appellativo tuttora in uso di "molossi" facendo riferimento alla razza canina per indicare la tenacia con cui si batterono i calciatori rossoneri.
- 1929
  - Adolf Hitler nomina Heinrich Himmler come capo delle SS, che allora contavano solo 280 uomini.
  - Re Alessandro I di Jugoslavia sospende la costituzione della sua nazione (la cosiddetta "Dittatura del 6 gennaio", Šestojanuarska diktatura.).
- 1931 – Thomas Edison presenta la sua ultima richiesta di brevetto.
- 1940 – Esecuzioni di massa di polacchi, commesse dai tedeschi nella città di Poznań (Warthegau).
- 1947 – La Pan American Airlines diventa la prima compagnia aerea commerciale ad avere un volo che compie il giro del mondo.
- 1950 – Il Regno Unito riconosce la Repubblica Popolare Cinese, continuando però a mantenere rapporti col governo nazionalista di Taiwan. La Repubblica di Cina in risposta taglia le relazioni diplomatiche con i britannici.
- 1967 – I Marines degli Stati Uniti e le truppe dell'esercito della repubblica del Vietnam del Sud lanciano l'Operazione Deckhouse Five nel Delta del Mekong.
- 1980 – Cosa nostra uccide il presidente della Regione Sicilia Piersanti Mattarella.
- 1992 – Il Consiglio di sicurezza delle Nazioni Unite vota all'unanimità la condanna del trattamento dei palestinesi da parte degli israeliani.
- 1994 – Nancy Kerrigan viene assalita e bastonata sulla gamba destra su ordine della pattinatrice rivale Tonya Harding.
- 1995 – Un incendio in un condominio di Manila porta alla scoperta dei piani del Progetto Bojinka, un attacco terroristico di massa.
- 1998 – La navetta spaziale Lunar Prospector viene lanciata in orbita attorno alla Luna dove in seguito troverà tracce di acqua ghiacciata sulla superficie.
- 2001 – Al Gore, in qualità di presidente del Senato, certifica che George W. Bush è il vincitore delle elezioni presidenziali statunitensi.
- 2018 – A 160 miglia dalle coste di Shanghai la nave mercantile Cf Crystal e la petroliera iraniana Sanchi si scontrano; il bilancio è di 32 morti e tonnellate di greggio disperse in mare.
- 2021 – Manifestazione di protesta e occupazione degli edifici federali da parte di sostenitori del presidente uscente Donald Trump presso il Congresso degli Stati Uniti in occasione della certificazione della vittoria di Joe Biden alle elezioni presidenziali del 2020.

## Nati
Ci sono circa 1 340 voci su persone nate il 6 gennaio; vedi la pagina Nati il 6 gennaio per un elenco descrittivo o la categoria Nati il 6 gennaio per un indice alfabetico.

## Morti
Ci sono circa 570 voci su persone morte il 6 gennaio; vedi la pagina Morti il 6 gennaio per un elenco descrittivo o la categoria Morti il 6 gennaio per un indice alfabetico.

## Feste e ricorrenze

### Civili
Nazionali:
- Italia - festa della Befana

### Religiose
Cristianesimo:
- Vigilia di Natale della Chiesa ortodossa e delle Chiese che lo celebrano seguendo il Calendario giuliano
- Epifania cattolica
- Natale armeno (Surb Tsnund) della Chiesa apostolica armena
- Sant'Abo di Tiflis, martire
- Sant'André Bessette (Alfredo), religioso
- Sant'Andrea Corsini, vescovo
- San Carlo da Sezze, frate laico francescano
- Sant'Erminoldo di Prufening, abate e martire
- San Felice di Nantes, vescovo
- San Giovanni de Ribera, vescovo
- Santi Giuliano e Basilissa, coniugi, martiri
- San Guido di Auxerre (Guy), vescovo
- San Nilammone, anacoreta
- San Pier Tommaso, patriarca latino di Costantinopoli
- Santa Rafaela Porras y Ayllón (Raffaella Maria del Sacro Cuore), fondatrice delle Ancelle del Sacro Cuore di Gesù
- San Raimondo de Blanes, protomartire mercedario
- Beato Federico prevosto di St-Vaast d'Arras
- Beato Macario lo Scozzese, abate
- Beata Rita Lopes de Almeida (Rita Amata di Gesù), fondatrice delle Suore dell'Istituto di Gesù, Maria e Giuseppe